# Campionati del mondo di atletica leggera 1987 - 3000 metri piani
La gara dei 3000 metri piani femminili dei Campionati del mondo di atletica leggera 1987 si è svolta tra il 29 agosto e il 1º settembre.

## Podio
| Pos.    | Atleta            | Nazionalità      | Tempo   |
| ------- | ----------------- | ---------------- | ------- |
| Oro     | Tatiana Samolenko | Unione Sovietica | 8'38"73 |
| Argento | Maricica Puică    | Romania          | 8'39"45 |
| Bronzo  | Ulrike Bruns      | Germania Est     | 8'40"30 |

## Situazione pre-gara

### Record
Prima di questa competizione, il record del mondo (RM) e il record dei campionati (RC) erano i seguenti:
| Record                | Prestazione | Atleta                             | Data                                        | Competizione  |
| --------------------- | ----------- | ---------------------------------- | ------------------------------------------- | ------------- |
| Record mondiale       | 8'22"62     | Tatyana Kazankina Unione Sovietica | 26 agosto 1984 Leningrado, Unione Sovietica |               |
| Record dei campionati | 8'34"62     | Mary Decker Stati Uniti            | 10 agosto 1983 Helsinki, Finlandia          | Mondiali 1983 |

### Campionesse in carica
Le campionesse in carica a livello olimpico e mondiale erano:
| Campione | Atleta                  | Prestazione | Data                                    | Competizione         |
| -------- | ----------------------- | ----------- | --------------------------------------- | -------------------- |
| Olimpico | Maricica Puică Romania  | 8'35”96     | 10 agosto 1984 Los Angeles, Stati Uniti | Giochi olimpici 1984 |
| Mondiale | Mary Decker Stati Uniti | 8'34"62     | 10 agosto 1983 Helsinki, Finlandia      | Mondiali 1983        |

### La stagione
Prima di questa gara, le atlete con le migliori tre prestazioni dell'anno erano:
| Pos. | Atleta                          | Prestazione | Data                                                   |
| ---- | ------------------------------- | ----------- | ------------------------------------------------------ |
| 1    | Ulrike Bruns Germania Est       | 8'38"1m     | 14 giugno 1987 Potsdam, Repubblica Democratica Tedesca |
| 2    | Yelena Vyazova Unione Sovietica | 8'38"5m     | 15 agosto 1987 Mosca, Unione Sovietica                 |
| 3    | Paula Ivan Romania              | 8'39"28     | 14 giugno 1987 Bucarest, Romania                       |

## Risultati[3][4]

### Turni eliminatori
| 2 Batterie | 29 agosto    | 31 iscritte    | Si qualificano le prime 6 (Q) + i 3 migliori tempi (q). |
| Finale     | 1º settembre | 15 concorrenti |                                                         |

### Batterie
Sabato 29 agosto 1987
| Pos. | Atleta            | Nazione          | Tempo    | Note |
| ---- | ----------------- | ---------------- | -------- | ---- |
| 1    | Debbie Bowker     | Canada           | 8'46”88  | Q    |
| 2    | Ulrike Bruns      | Germania Est     | 8'47”15  | Q    |
| 3    | Cornelia Bürki    | Svizzera         | 8'47”95  | Q    |
| 4    | Olga Bondarenko   | Unione Sovietica | 8'48”11  | Q    |
| 5    | Yvonne Murray     | Regno Unito      | 8'48”44  | Q    |
| 6    | Vera Michallek    | Germania Ovest   | 8'49”61  | Q    |
| 7    | Mary Knisely      | Stati Uniti      | 8'49”61  | q    |
| 8    | Annette Sergent   | Francia          | 8'52”45  |      |
| 9    | Cindy Bremser     | Stati Uniti      | 8'54”17  |      |
| 10   | Jackie Perkins    | Australia        | 8'57”24  |      |
| 11   | Fernanda Ribeiro  | Portogallo       | 9'01”15  |      |
| 12   | Dorina Calenic    | Romania          | 9'01”83  |      |
| 13   | Satu Levelä       | Finlandia        | 9'16”28  |      |
| 14   | Monica Regonesi   | Cile             | 9'26”11  |      |
| 15   | Raj Kumari Pandey | Nepal            | 10'44”15 |      |

| Pos. | Atleta             | Nazione          | Tempo   | Note             |
| ---- | ------------------ | ---------------- | ------- | ---------------- |
| 1    | Wendy Sly          | Regno Unito      | 8'44”79 | Q                |
| 2    | Yelena Romanova    | Unione Sovietica | 8'45”00 | Q                |
| 3    | Tatiana Samolenko  | Unione Sovietica | 8'45”20 | Q                |
| 4    | Elly van Hulst     | Paesi Bassi      | 8'45”20 | Q                |
| 5    | Maricica Puică     | Romania          | 8'45”55 | Q                |
| 6    | Marie-Pierre Duros | Francia          | 8'46”81 | Q                |
| 7    | Lynn Williams      | Stati Uniti      | 8'47”43 | q                |
| 8    | Christine Benning  | Regno Unito      | 8'48”63 | q                |
| 9    | Wang Xiuting       | Cina             | 8'50”68 | Record nazionale |
| 10   | Paula Ivan         | Romania          | 8'51”20 |                  |
| 11   | Leslie Seymour     | Stati Uniti      | 8'51”34 |                  |
| 12   | Radka Naplatanova  | Bulgaria         | 8'51”98 |                  |
| 13   | Agnese Possamai    | Italia           | 8'57”85 |                  |
| 14   | Andri Avraam       | Cipro            | 9'09”34 |                  |
| 15   | Martine Fays       | Francia          | dnf     |                  |
| 16   | Fanny Gidiyoni     | Malawi           | dns     |                  |

### Finale
Martedì 1º settembre 1987
| Pos.    | Atleta             | Età | Nazione          | Tempo   | Nota                          |
| ------- | ------------------ | --- | ---------------- | ------- | ----------------------------- |
| Oro     | Tatiana Samolenko  | 26  | Unione Sovietica | 8'38"73 | Record dei campionati         |
| Argento | Maricica Puică     | 37  | Romania          | 8'39"45 | Miglior prestazione personale |
| Bronzo  | Ulrike Bruns       | 33  | Germania Est     | 8'40"30 |                               |
| 4       | Cornelia Bürki     | 33  | Svizzera         | 8'40"31 | Record nazionale              |
| 5       | Yelena Romanova    | 24  | Unione Sovietica | 8'41"33 |                               |
| 6       | Elly van Hulst     | 28  | Paesi Bassi      | 8'42"56 |                               |
| 7       | Yvonne Murray      | 22  | Regno Unito      | 8'43"94 |                               |
| 8       | Wendy Sly          | 27  | Regno Unito      | 8'45"85 |                               |
| 9       | Lynn Williams      | 27  | Canada           | 8'49"91 |                               |
| 10      | Mary Knisely       | 28  | Stati Uniti      | 8'50"99 |                               |
| 11      | Vera Michallek     | 28  | Germania Ovest   | 8'55"16 |                               |
| 12      | Christine Benning  | 32  | Regno Unito      | 8'57"92 |                               |
| 13      | Debbie Bowker      | 29  | Canada           | 8'58"63 |                               |
| 14      | Marie-Pierre Duros | 20  | Francia          | 9'14"61 |                               |
| 15      | Olga Bondarenko    | 27  | Unione Sovietica | dns     |                               |